# Marsannay-la-Côte
Marsannay-la-Côte è un comune francese di 5 206 abitanti situato nel dipartimento della Côte-d'Or nella regione della Borgogna-Franca Contea.

## Società

### Evoluzione demografica
Abitanti censiti